# Mick Peak
Der Mick Peak ist ein 1500 m hoher Berg im ostantarktischen Viktorialand. In den Helicopter Mountains der Saint Johns Range ragt er 2,5 km westnordwestlich des Mount James auf.
Das Advisory Committee on Antarctic Names benannte ihn 2007 nach Robert Franz Mick, der in acht Kampagnen zwischen 2000 und 2008 als Hubschraubermechaniker für die Unterstützung der Arbeiten im Rahmen des United States Antarctic Program im Gebiet des McMurdo-Sunds und in den Antarktischen Trockentälern tätig war.